# Nati nel 1213
| Questa pagina contiene informazioni ricavate automaticamente dalle voci biografiche con l'ausilio del template Bio e di un bot. L'aggiornamento è periodico e automatico e ricostruisce completamente la pagina. Se manca una persona in questa lista, sei pregato di non aggiungerla, ma accertati piuttosto che la sua voce biografica contenga il template Bio e che i dati anagrafici siano correttamente compilati. Se il template Bio manca, inseriscilo tu stesso o, in alternativa, metti l'avviso {{tmp\|Bio}} che ne segnala la mancanza. Se i dati riportati sono sbagliati, correggi direttamente la voce biografica; le modifiche saranno visibili in questa lista entro pochi giorni. Per chiarimenti vedi il progetto biografie. La lista contiene solo le 9 persone che sono citate nell'enciclopedia e per le quali è stato implementato correttamente il template Bio. Pagina aggiornata al 10 ago 2025. |

- Patrick Dunbar, VII conte di March, nobile scozzese († 1289)
- Giovanni I, nobile († 1266)
- Giacomo Papocchi, religioso italiano († 1289)
- Al-Musta'sim, califfo († 1258)
- Ibn al-Ha'im al-Ishbili, astronomo e matematico arabo
- Robert de Ros, I barone de Ros, nobile inglese († 1285)
- Andrea di Ricco, pittore italiano († 1294)
- Ibn al-Nafīs, medico arabo († 1288)
- Ibn Sa'id al-Maghribi, geografo, storico e poeta arabo († 1286)